# Sinners
Sinners är en amerikansk skräck- och dramafilm från 2025. Filmen är regisserad, skriven samt producerad av Ryan Coogler som är tidigare känd för att bland annat ha regisserat Creed (2015) och Black Panther (2018).
Filmen hade biopremiär i Sverige den 16 april 2025, utgiven av Warner Bros. Pictures.

## Handling
Filmen kretsar kring två tvillingbröder, Elijah och Elias, som återvänder till sin hemstad för att börja sina liv på nytt. Där stöter de på en ond närvaro som väntat på att välkomna dem tillbaka.

## Rollista (i urval)
| Michael B. Jordan  | – Elijah ("Smoke") & Elias ("Stack") |
| Hailee Steinfeld   | – Mary                               |
| Jack O'Connell     | – Remmick                            |
| Wunmi Mosaku       | – Annie                              |
| Jayme Lawson       | – Pearl                              |
| Omar Benson Miller | – Cornbread                          |
| Delroy Lindo       | – Slim                               |
| Li Jun Li          | – Grace                              |
| Lola Kirke         | – Joan                               |

## Mottagande
Filmen debuterade med höga betyg från kritiker och allmän publik med 98% på Rotten Tomatoes, samt ett snittbetyg på 4,2 på Letterboxd.